# Idioma ponaschemu
Ponaschemu es un lengua mixta. Es una mixta de alemán y bajo sorabo. Es hablada por aproximadamente por 500 de personas en el bosque del Spree en Alemania.
La idioma tuvo muchos hablantes antes de años 1950, principalmente en los pueblos con población de Alemanes y Sorbios.

## Muestra de ponaschemu
Morgenrot, swinja tot. Škla grochow, zwerjcha knochow. Šklicka rajsa, zwerjcha šajsa
- Datos: Q657759